# Gary Brokaw
Gary George Brokaw (Nuevo Brunswick, Nueva Jersey, 11 de enero de 1954)  es un exjugador de baloncesto estadounidense que jugó 4 temporadas en la NBA. Con 1,93 metros de altura, lo hacía en la posición de escolta. En la actualidad es Director de Personal en la franquicia de Charlotte Bobcats.

## Trayectoria deportiva

### Universidad
Jugó durante tres temporadas con los Fighting Irish de la Universidad de Notre Dame, en las que promedió 17,3 puntos y 3,9 rebotes por partido. Fue una pieza clave en el partido que acabó con la racha de 88 victorias consecutivas de UCLA, anotando 25 puntos en aquel histórico enfrentamiento.

### Profesional
Fue elegido en la decimoctava posición del Draft de la NBA de 1974 por Milwaukee Bucks, y también por los New York Nets en la sexta ronda del draft de la ABA, eligiendo la primera opción. Allí jugó dos temporadas y media, promediando en su segundo año 8,4 puntos y 3,3 asistencias jugando como suplente.
Mediada la temporada 1976-77 fue traspasado, junto con Elmore Smith a Cleveland Cavaliers a cambio de Rowland Garrett y dos futuras rondas del draft. Tras acabr la temporada con los Cavs, es traspasado nuevamente, en esta ocasión a Buffalo Braves, donde tras 13 partidos sería despedido, retirándose entonces del baloncesto en activo.

### Entrenador y directivo
En 1981 regresó a su alma mater, la Universidad de Notre Dame, como segundo entrenador de los Fighting Irish, donde permaneció 5 temporadas, pasando en 1986 a la Universidad de Iona como entrenador principal, donde consiguió 72 victorias y 74 derrotas en cinco temporadas. En 1990 se incorpora a la directiva de la NBA como encargado de las relaciones con la comunidad, pasando al año siguiente al cargo de director de operaciones de baloncesto, puesto que ocupa hasta 1995.
De ahí es contratado por Orlando Magic como director asistente de ojeadores, siendo promocionado en 1999 al cargo de director de personal.
En 2004 ejerce como entrenador asistente en Charlotte Bobcats durante una temporada, pasando al año siguiente a su actual cargo de director de personal.

## Estadísticas de su carrera en la NBA

### Temporada regular
| Temp.   | Edad | Equipo    | Liga | P   | TIT | MIN  | TC  | TCA | %TC  | 3P | 3PA | %3P | TL  | TLA | %TL  | R.OF. | R.DEF. | REB | ASIS | ROB | TAP | PER | FP  | PTS |
| 1974-75 | 21   | Milwaukee | NBA  | 73  |     | 22.5 | 3.2 | 7.0 | .455 |    |     |     | 1.7 | 2.5 | .685 | 0.5   | 1.5    | 2.0 | 3.0  | 0.4 | 0.2 |     | 2.4 | 8.1 |
| 1975-76 | 22   | Milwaukee | NBA  | 75  |     | 19.6 | 3.2 | 6.9 | .457 |    |     |     | 2.1 | 3.0 | .700 | 0.3   | 1.3    | 1.7 | 3.3  | 0.5 | 0.2 |     | 1.8 | 8.4 |
| 1976-77 | 23   | TOTAL     | NBA  | 80  |     | 18.6 | 3.0 | 7.1 | .429 |    |     |     | 2.0 | 2.7 | .744 | 0.3   | 1.3    | 1.5 | 2.9  | 0.5 | 0.5 |     | 2.1 | 8.1 |
| 1976-77 | 23   | Milwaukee | NBA  | 41  |     | 21.7 | 3.2 | 7.9 | .401 |    |     |     | 2.6 | 3.3 | .766 | 0.2   | 1.3    | 1.6 | 2.7  | 0.5 | 0.6 |     | 2.1 | 8.9 |
| 1976-77 | 23   | Cleveland | NBA  | 39  |     | 15.3 | 2.9 | 6.2 | .467 |    |     |     | 1.5 | 2.1 | .707 | 0.3   | 1.2    | 1.5 | 3.0  | 0.4 | 0.3 |     | 2.0 | 7.2 |
| 1977-78 | 24   | Buffalo   | NBA  | 13  |     | 10.0 | 1.4 | 3.3 | .419 |    |     |     | 1.4 | 1.8 | .750 | 0.2   | 0.7    | 0.9 | 1.5  | 0.2 | 0.4 | 0.9 | 0.8 | 4.2 |
| Total   |      |           | NBA  | 241 |     | 19.6 | 3.0 | 6.8 | .446 |    |     |     | 1.9 | 2.7 | .713 | 0.4   | 1.3    | 1.7 | 3.0  | 0.4 | 0.3 | 0.9 | 2.0 | 8.0 |

### Playoffs
| Temp.   | Edad | Equipo    | Liga | P | MIN | TCA | TC | 3PA | 3P | TLA | TL | R.OF. | REB | ASIS | ROB | TAP | PER | FP | PTS | %TC  | %3P | %FT  | MIN  | PTS  | REB | AST |
| 1975-76 | 22   | Milwaukee | NBA  | 3 | 108 | 23  | 37 |     |    | 17  | 18 | 0     | 11  | 24   | 3   | 3   |     | 10 | 63  | .622 |     | .944 | 36.0 | 21.0 | 3.7 | 8.0 |
| 1976-77 | 23   | Cleveland | NBA  | 3 | 44  | 9   | 19 |     |    | 2   | 6  | 3     | 4   | 12   | 2   | 1   |     | 7  | 20  | .474 |     | .333 | 14.7 | 6.7  | 1.3 | 4.0 |
| Total   |      |           | NBA  | 6 | 152 | 32  | 56 |     |    | 19  | 24 | 3     | 15  | 36   | 5   | 4   |     | 17 | 83  | .571 |     | .792 | 25.3 | 13.8 | 2.5 | 6.0 |